# Isocronía
La isocronía es la división rítmica postulada del tiempo en partes iguales de un idioma. El ritmo es un aspecto de la prosodia, siendo otros la entonación, el acento y el ritmo del habla.
Se postulan tres formas alternativas en que un lenguaje puede dividir el tiempo:
1. La duración de cada sílaba es igual (por sílabas);
2. La duración de cada mora es igual (por moras).
3. El intervalo entre dos sílabas acentuadas es igual (por acentos).

La idea fue expresada por primera vez por Kenneth L. Pike en 1945, aunque el concepto de lenguaje que ocurre naturalmente en medidas cronológicas y rítmicamente iguales se encuentra al menos en 1775 (en Prosodia Racionalis). Esto tiene implicaciones para la tipología lingüística: D. Abercrombie afirmó "Hasta donde se sabe, cada idioma en el mundo se habla con un tipo de ritmo o con el otro ... El francés, Telugu y Yoruba ... son lenguajes cronometradas por sílabas, ... El inglés, el ruso y el árabe ... son lenguajes cronometradas por acentos".
Si bien muchos lingüistas consideran atractiva la idea de diferentes tipos de ritmos, los estudios empíricos no han sido capaces de encontrar correlaciones acústicas de los tipos postulados, cuestionando la validez de estos tipos. Sin embargo, cuando se considera una cuestión de grado, se han encontrado diferencias relativas en la variabilidad de la duración de los sílabas a través de los idiomas.

## Por sílabas
En un lenguaje cronometrado, se percibe que cada sílaba ocupa aproximadamente la misma cantidad de tiempo, aunque el tiempo absoluto depende de la prosodia. Los lenguajes con sílabas tienden a dar a las sílabas una prominencia aproximadamente igual y generalmente carecen de vocales reducidas.
El francés, el italiano, el español, el islandés, el cantonés, el chino mandarín, el georgiano, el rumano, el armenio, el turco y el coreano se citan comúnmente como ejemplos de idiomas cronometrados por sílabas. Este tipo de ritmo se denominó originalmente metafóricamente "ritmo de ametralladora" porque cada unidad rítmica subyacente tiene la misma duración, similar al ruido de bala transitorio de una ametralladora.
Desde la década de 1950, los científicos del habla han tratado de mostrar la existencia de duraciones silábicas iguales en la señal acústica del habla sin éxito. Investigaciones más recientes afirman que la duración de los intervalos consonántico y vocálico es responsable por la percepción paulatina.

## Tiempo de mora
Algunos idiomas, como el japonés, el gilbertés, el eslovaco o el ganda, también tienen un ritmo regular, pero tienen un tiempo de moralidad más que un tiempo de sílaba. En japonés, un programa V o CV toma una unidad de tiempo. El japonés no tiene longitud vocal o difteria sino vocales dobles, por lo que la VVC toma el doble de tiempo que la CV. Un final /N/ también toma tanto tiempo como un currículum CV y, al menos en poesía, también la longitud extra de una consonante geminada. Sin embargo, el lenguaje coloquial es menos establecido que el poético, y el ritmo puede variar de una región a otra o con el tiempo.
El griego antiguo y el sánscrito védico también fueron estrictamente cronometrados.

## Por acentos
En un lenguaje cronometrado, las sílabas pueden durar diferentes cantidades de tiempo, pero se percibe que hay una cantidad de tiempo bastante constante (en promedio) entre sílabas estresadas consecutivas. En consecuencia, las sílabas no acentuadas entre sílabas acentuadas tienden a ser comprimidas para encajar en el intervalo de tiempo: si dos sílabas acentuadas son separadas por una sola sílaba no acentuada, como en el té delicioso, la sílaba no acentuada será relativamente larga, mientras que si un mayor número de sílabas no acentuadas interviene, como en el té tolerable, las sílabas no acentuadas serán más cortas.
La pauta por acentos a veces se llama ritmo código Morse, pero cualquier semejanza entre los dos es solo superficial. La pauta por acentos está fuertemente relacionada con los procesos de reducción de la vocal. El inglés, el tailandés, el alemán, el ruso, el danés, el sueco, el noruego, el faroés, el neerlandés, el portugués europeo y el persa son lenguajes típicos de tensión. Algunos lenguajes pautados por acento mantienen vocales sin reducción. Con frecuencia se cita al árabe como ejemplo de esto; sin embargo, todos los dialectos árabes modernos se caracterizan por una fuerte reducción de vocales sin acento.[cita requerida]

## Grados de variabilidad duracional
A pesar de la relativa simplicidad de las clasificaciones anteriores, en el mundo real los idiomas no encajan tan fácilmente en categorías tan precisas. Los idiomas muestran grados de variabilidad duracional tanto en relación con otros idiomas como con otros estándares del mismo idioma.
Puede haber diversos grados de sincronización del estrés dentro de los diversos estándares de un idioma. Algunos dialectos sureños del italiano, un idioma cronometrado por sílabas, están efectivamente cronometrados por el estrés. El inglés, un idioma de estrés temporal, se ha generalizado tanto en todo el mundo que algunos estándares tienden a ser más sincronizados con las sílabas que los estándares británicos o norteamericanos, un efecto que proviene de la influencia de otros idiomas hablados en la región relevante. El inglés indio, por ejemplo, tiende a sincronizar las sílabas. Esto no significa necesariamente que el estándar del lenguaje en sí deba clasificarse como sincronizado con sílabas, por supuesto, sino que esta característica es más pronunciada. Un ejemplo sutil es que para un hablante nativo de inglés, por ejemplo, algunos acentos de Gales pueden sonar más sincronizados con las sílabas.
Un caso mejor documentado de estos diferentes grados de estrés-tiempo en un idioma proviene del portugués. El portugués europeo es más estresado que el brasileño. Esta última tiene características mixtas y varía según la tasa de habla, sexo y dialecto. Ya que el portugués tiene tasas de habla rápida, el brasileño es más estresado, mientras que en las tasas de habla lenta, puede ser más tiempo de sílaba. Se considera que los acentos del Río Grande del Sur rural, sur y nordeste (especialmente Estado de Bahía) suenan más sílaba que los demás, mientras que los dialectos del sureste como el mineiro, en el centro de Minas Gerais, el paulistano, de la costa norte y regiones orientales de São Paulo, y la fluminense, a lo largo de Río de Janeiro, el Espírito Santo y el Oriente son con mayor frecuencia. Además, los hablantes de portugués brasileño hablan más rápido que las mujeres y hablan de una manera más estresada.
Ladefoged ha propuesto (citando el trabajo de Grabe y Low) que, dado que los idiomas difieren unos de otros en cuanto a la cantidad de diferencia entre la duración de las vocaciones en sílabas adyacentes, es posible calcular un Índice de Variabilidad Par (IVP) a partir de duraciones de vocal medidas para cuantificar las diferencias. Los datos muestran que, por ejemplo, el neerlandés (tradicionalmente clasificado como lengua de estrés) exhibe un IVP más alto que el español (tradicionalmente un idioma con tiempo de sílaba).

## La distinción entre pauta por acento y por sílabas como un continuo
Dada la falta de pruebas sólidas para una clara distinción categórica entre los dos tipos rítmicos, parece razonable sugerir en cambio que todos los idiomas (y todos sus acentos) exhiben ambos tipos de ritmo en mayor o menor medida. T. F. Mitchell alegó que no hay un idioma que sea totalmente pautado por sílabas o por acentos; más bien, todos los idiomas muestran ambos tipos de pauta. Sin embargo, las lenguas difieren en qué tipo de sílaba predomina. Esa visión fue desarrollada por Dauer de tal forma que se proporcionó una métrica que permite a los investigadores colocar cualquier lenguaje en una escala que va desde el tiempo máximo de acento hasta el tiempo máximo de sílaba. Ejemplos de este enfoque en uso son el estudio de Dimitrova sobre el búlgaro y el estudio de Olivo sobre el ritmo de Ashanti Twi.
De acuerdo con Dafydd Gibbon y Briony Williams, el galés no es ni pautado por sílaba ni por acento, ya que la longitud de sílaba varía menos que en los idiomas pautados por acento.